# Tramvaiul din Hong Kong
Tramvaiul din Hong Kong (HKT) (în chineză: 香港電車) este un sistem de tramvai cu ecartament îngust (1.067 mm) din Hong Kong. Deținut și operat de RATP Dev Transdev Asia, tramvaiul se află pe Insula Hong Kong între Kennedy Town și Shau Kei Wan, cu o ramură plasată prin Happy Valley.
Tramvaiul din Hong Kong este unul din primele forme de transport public din metropolă, fiind deschis în 1904 în perioada când orașul era o colonie britanică. Sistemul a folosit tramvaie electrice încă de la inaugurare, neffind folosite niciodată tranvaie cu cai sau aburi. În afară de utilizarea pentru naveta zilnică, sistemul este popular printre turiști, fiind un sistem de transport ecologic. Deține cea mai mare flotă de tramvaie cu etaj, fiind unul din puținele sisteme care folosesc exclusiv tramvaie cu etaj.
HKT este cel mai ieftin mijloc de transport de pe insula Hong Kong, lucru reflectat în trecut și de sloganul rețelei: „Hop on 1. $2.3. Tram so easy!”

## Istoric

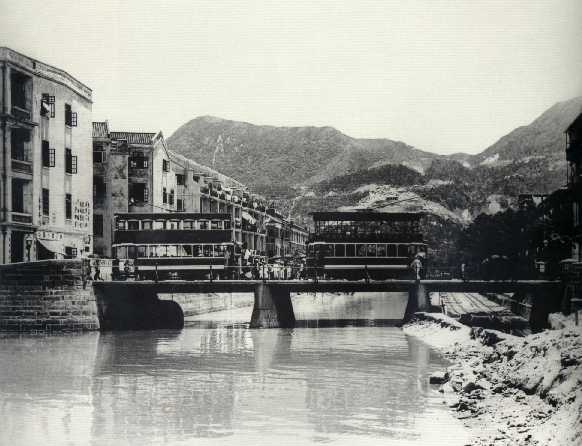
Tramvaie traversând Canalul Bowrington (în prezent acoperit de Canal Road East și Canal Road West) în anii 1920

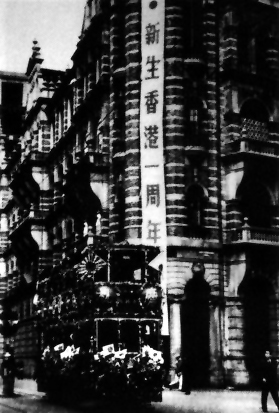
Un tramvai în Central în 1942, în timpul ocupației japoneze

Rețeaua de tramvai din Hong Kond a fost propusă încă din anul 1881, însă propunerea a fost acceptată de guvern doar după 20 de ani. Construcția a început în 1903, tramvaiele fiind aduse, pe bucăți, din Anglia și asamblate local. Sistemul a fost lansat în 1904.

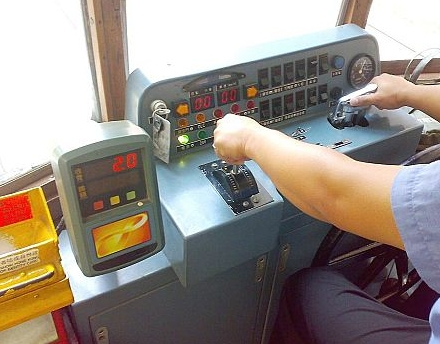
Noile tablouri de bord au fost introduse în 2007

### Deținătorul rețelei
- Hong Kong Tramway Electric Company, Limited, 1904–1974
- The Wharf (Holdings), Limited, 1974–2009; a păstrat 50% din acțiuni între 2009 și 2010
- RATP Dev Transdev Asia, 2010–prezent

## Informații practice
- Prețul biletului – 2,60 HK$[5]
- Ore de operare – 5:30 - 00:30
- Lungime totală – 13 kilometri (8,1 mi) (Lungimea șinelor 30 kilometri (19 mi))

În medie, distanța dintre tramvaie este de 1,5 minute la orele de vârf. Capacitatea fiecărui tramvai este de 115 călători. Înainte de 2008, viteza medie era de 30 km/h, ulterior fiind mărită la 40 km/h, cu o viteză maximă de 50–60 km/h. Printre localnici, tramvaiul este cunoscut ca „Ding Ding” (叮叮), o referință la cele două sunete de clopoțel folosite de mecanici pentru a avertiza pietonii de aproprierea tramvaiului.

### Bilete
În iulie 2018 biletele HKT costau 2,60 HK$ pentru adulți, 1,30 HK$ pentru copii și 1,20 HK$ pentru bătrâni. Spre deosebire de majoritatea metodelor de transport public din Hong Kong, biletele HKT sunt unice indiferent de distanța parcursă. Abonamentele lunare, ce costă HK$200, sunt vândute în stațiile terminus Shek Tong Tsui, Causeway Bay și North Point la fiecare sfârșit de lună.
Pasagerii plătesc la coborâre introducând suma exactă în monede într-un aparat sau folosind un card Octopus. Turnicheții de la intrările în tramvai și camerele de securitate împiedică evaziunea.

### Servicii turistice
Tururile pentru turiști folosesc tramvaiul clasic No. 68, care are etajul neacoperit și o expoziție istorică la bord. Tururile încep și se termină de la terminalele Western Market și Causeway Bay.
Vagoanele standard, precum și cele istorice No. 18, No. 28, No. 68 și No. 128 sunt disponibile pentru închiriere. Tururile private începe de la Depoul Whitty Street Depot cu excepția vagonului No. 18, care își ia călătorii de la terminalul Western Market.

## Rute și stații

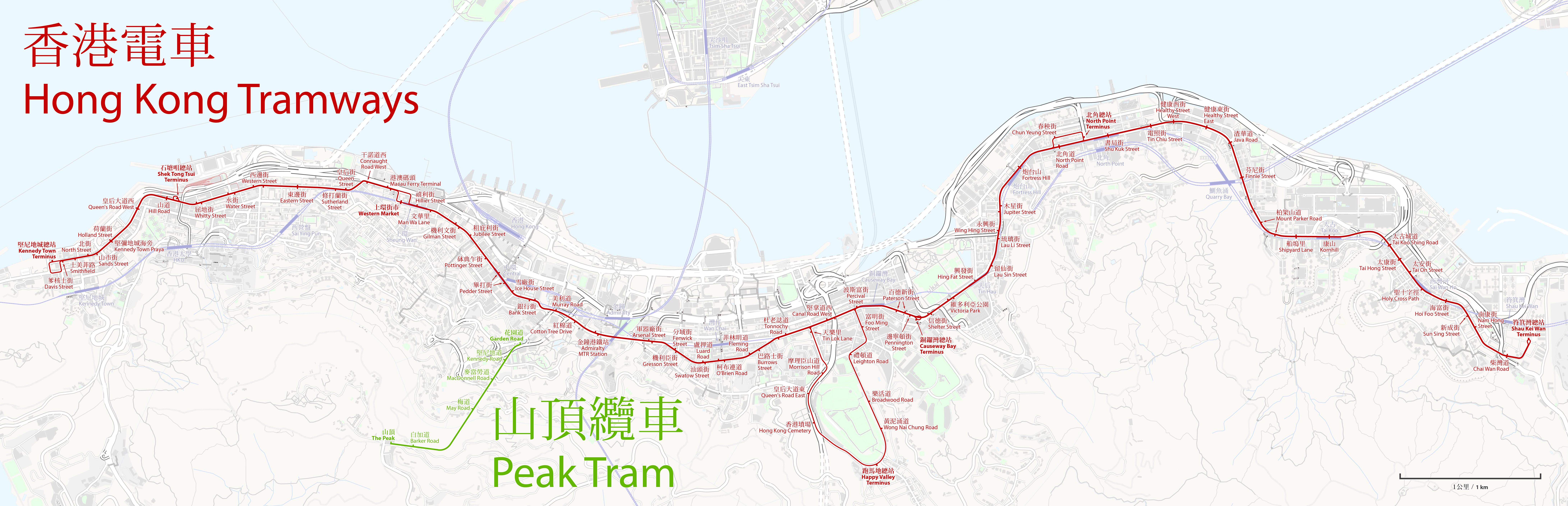
O hartă a tramvaielor cu punctele cheie de-a lungul traseului

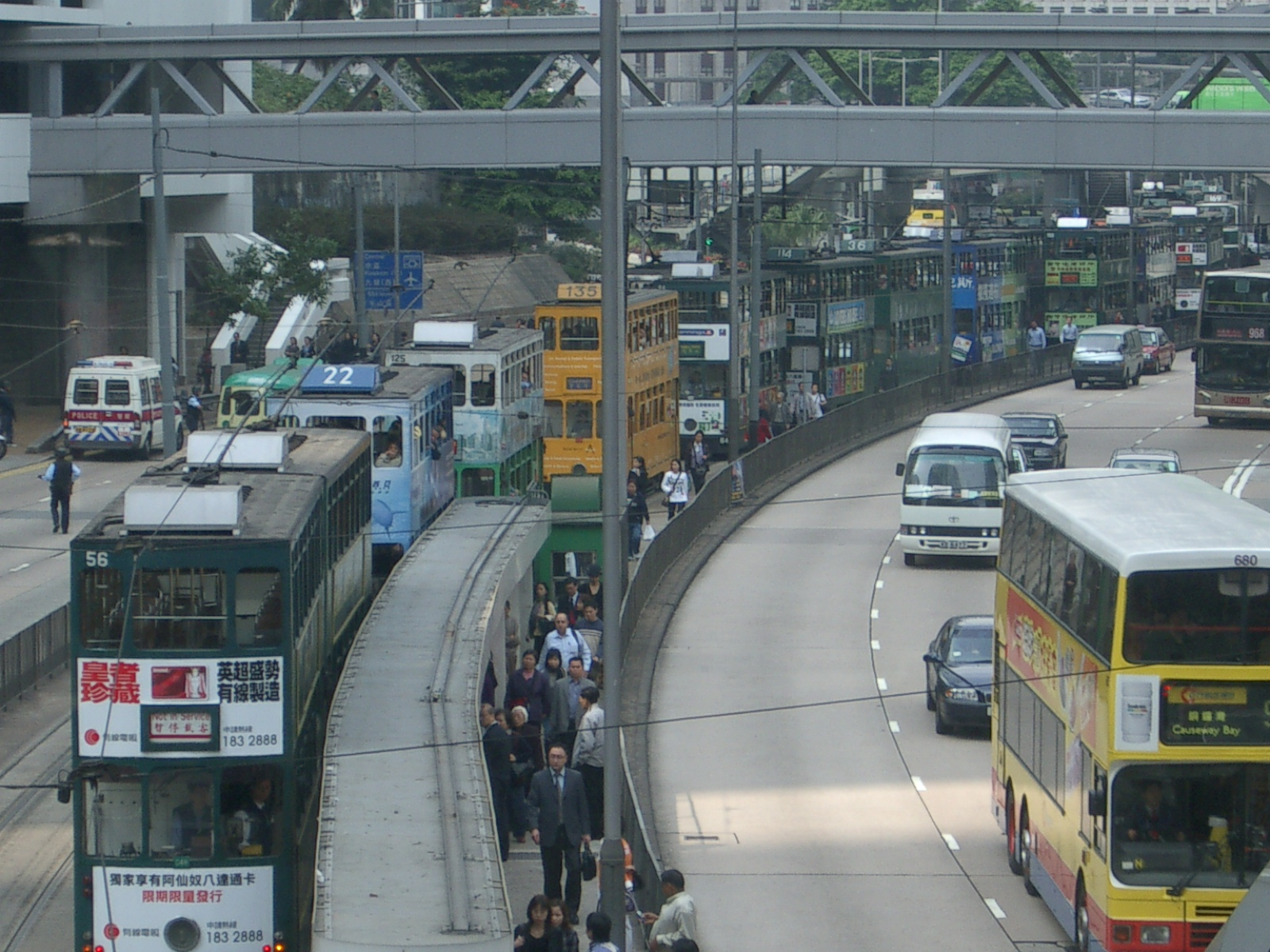
Un tramvai defect poate duce la o aglomerare a traficului

Tramvaiele rulează pe o linie dublă construită în paralel cu coasta de nord a insulei de la Kennedy Town la Shau Kei Wan, cu o linie simplă, circulară, de aproximativ 3 km, în jurul circuitului Happy Valley Racecourse.
Există 6 linii ce se suprapun:
- Kennedy Town ↔ Happy Valley
- Kennedy Town ↔ Shau Kei Wan
- Shek Tong Tsui ↔ Causeway Bay
- Shek Tong Tsui ↔ North Point
- Western Market ↔ Shau Kei Wan
- Happy Valley ↔ Shau Kei Wan

HKT are în aproximativ 120 de stații, inclusiv 7 stații terminus. De la vest la est, stațiile terminus sunt Kennedy Town, Shek Tong Tsui, Western Market, Happy Valley, Causeway Bay, North Point și Shau Kei Wan. Stațiile sunt dese, cu o distanță medie de 250 m între ele. Majoritatea lor sunt plasate în mijlocul șoselei, având adăposturi accesibile prin pasarele sau treceri de pietoni. Macazele de lângă stațiile Davis Street, Eastern Street, Pedder Street, Gresson Street, Victoria Park, North Point Road și Mount Parker Road sunt folosite în situații de urgență, cum ar fi accidentele. Majoritatea stațiilor HKT au rămas neschimbate de la crearea sistemului, însă unele și-au schimbat numele. De exemplu stația Pedder Street era numită Shu Shun Kwun (書信館), o referință la o clădire a Poștei demolată.

Terminusurile din rețeaua Hong Kong Tramways
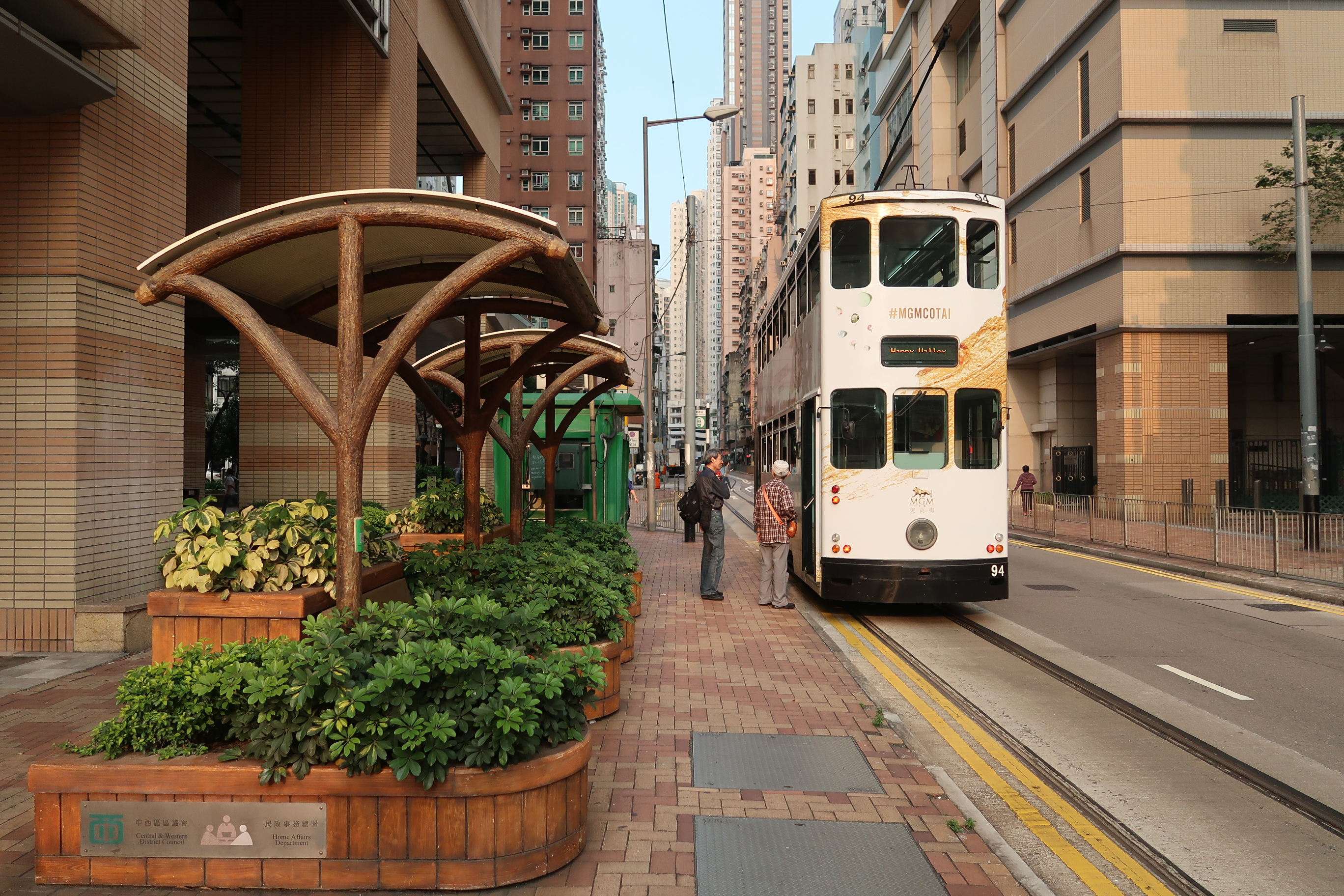
Kennedy Town
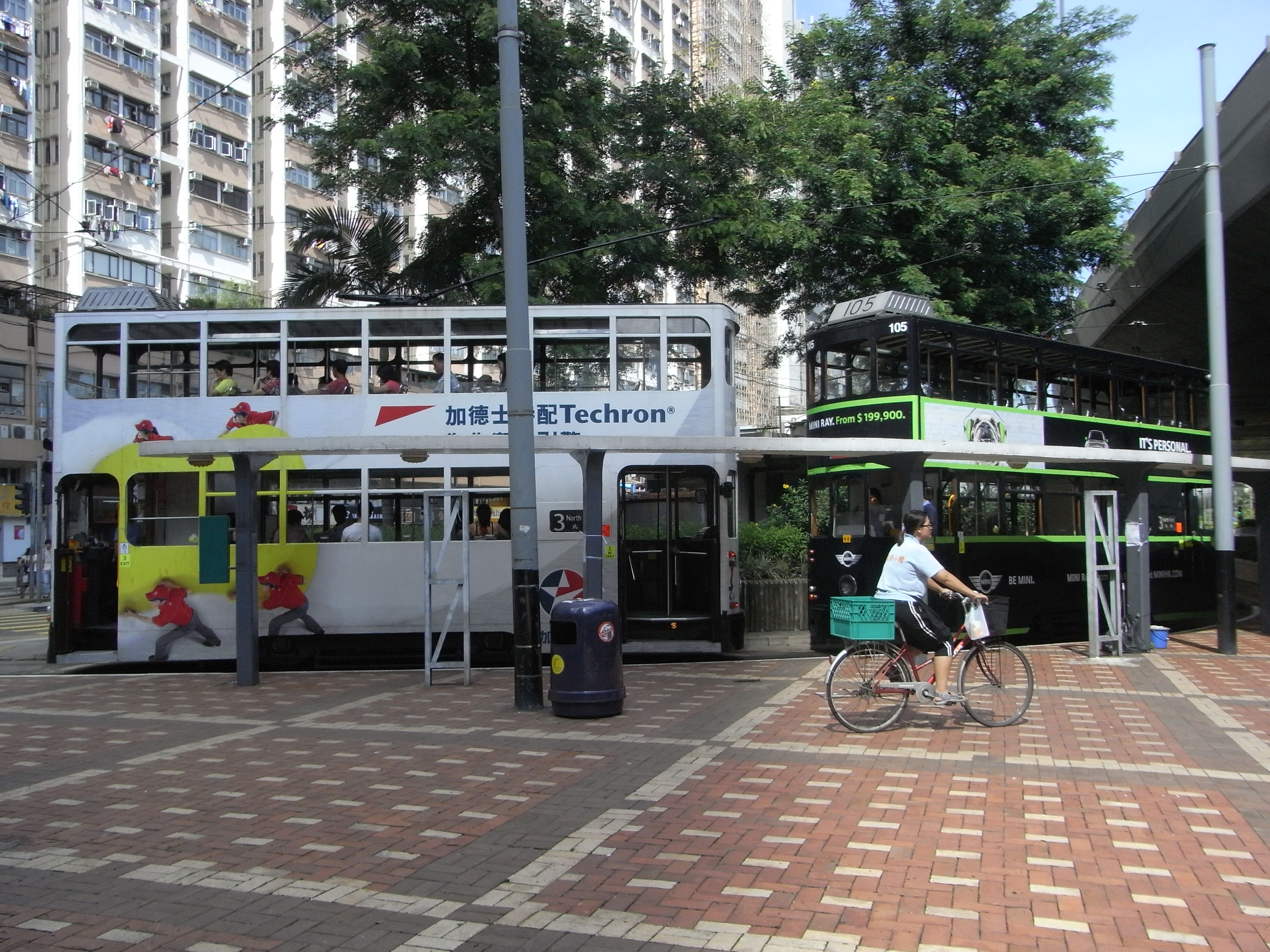
Shek Tong Tsui
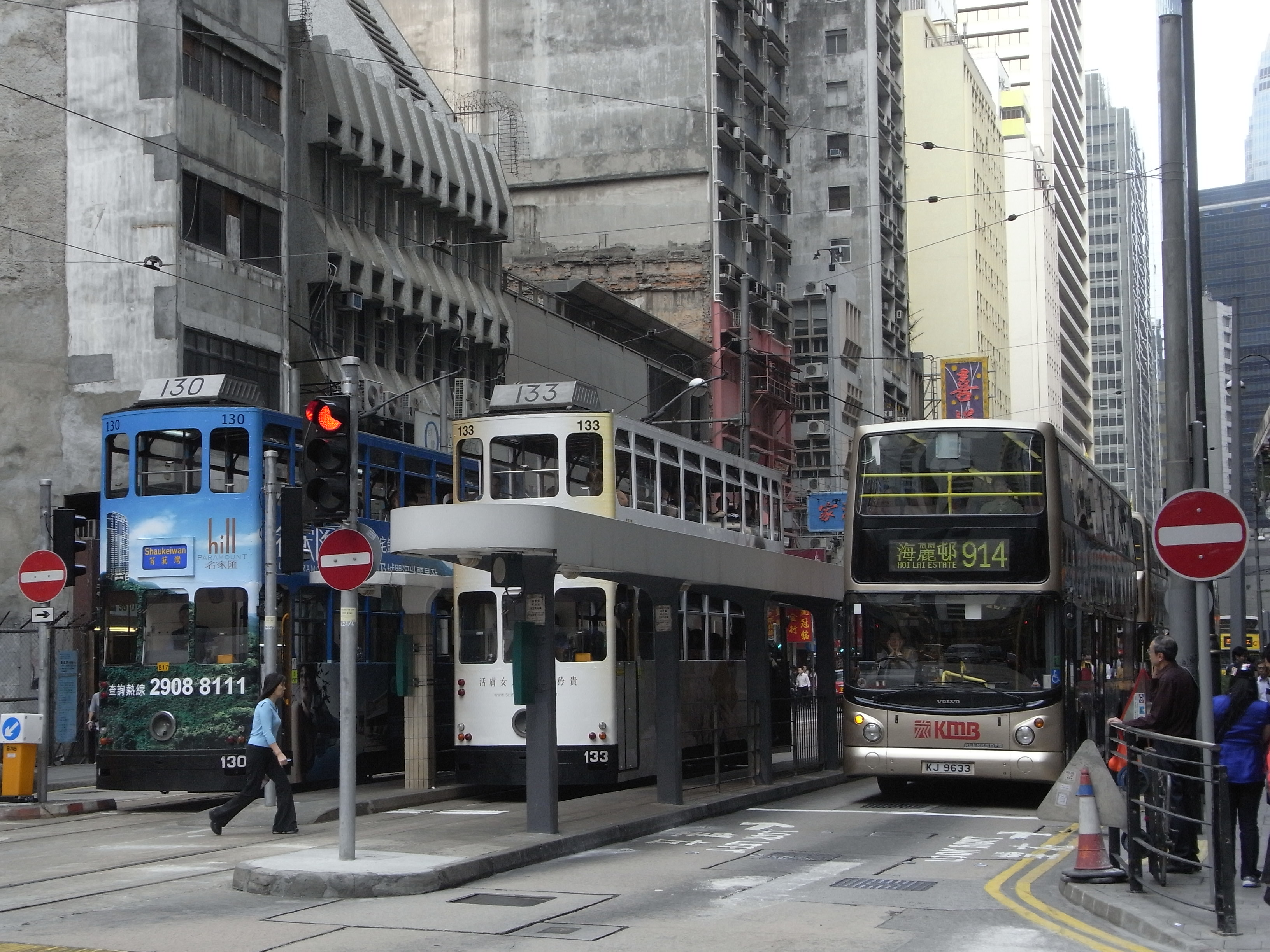
Western Market
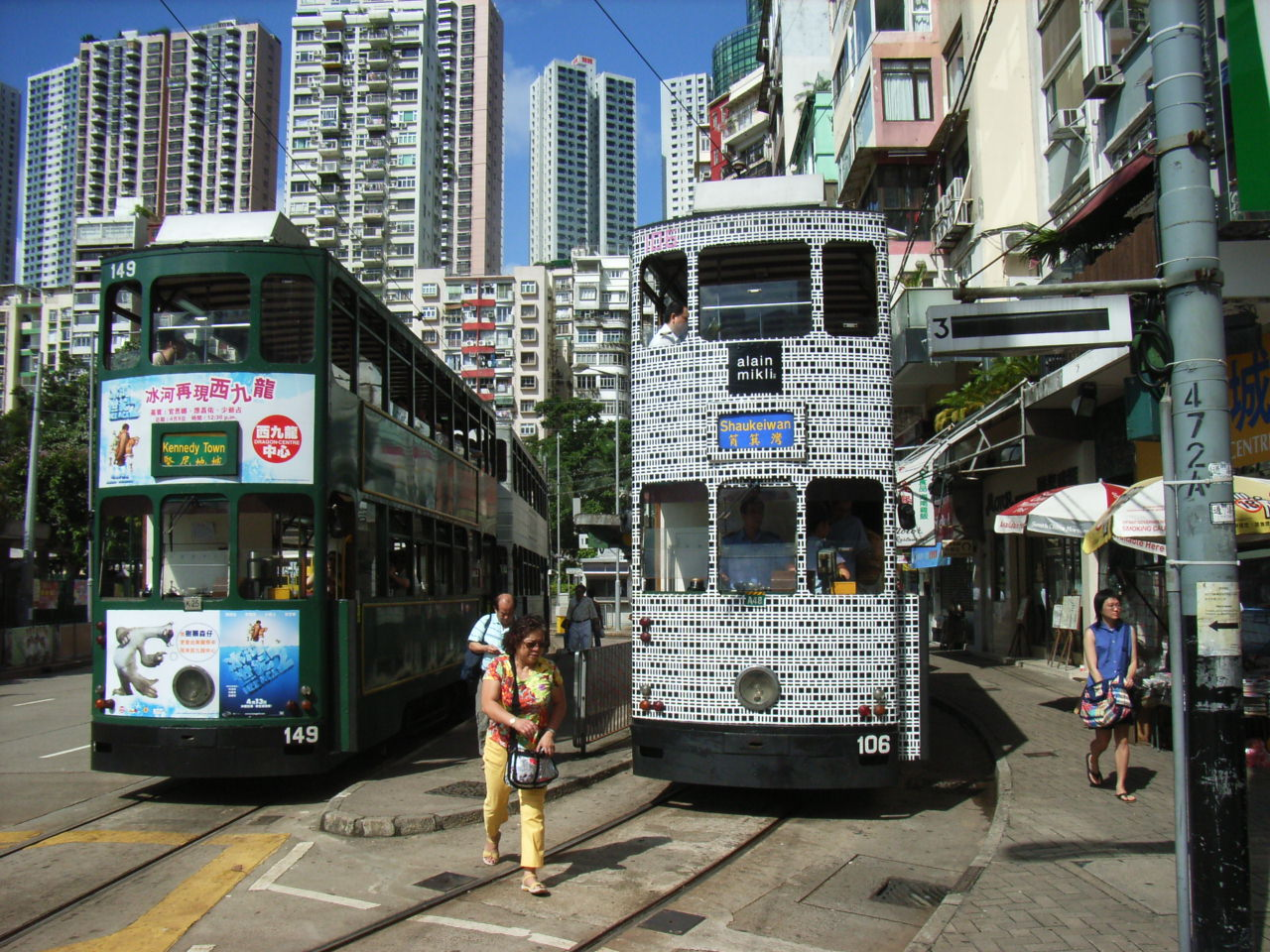
Happy Valley
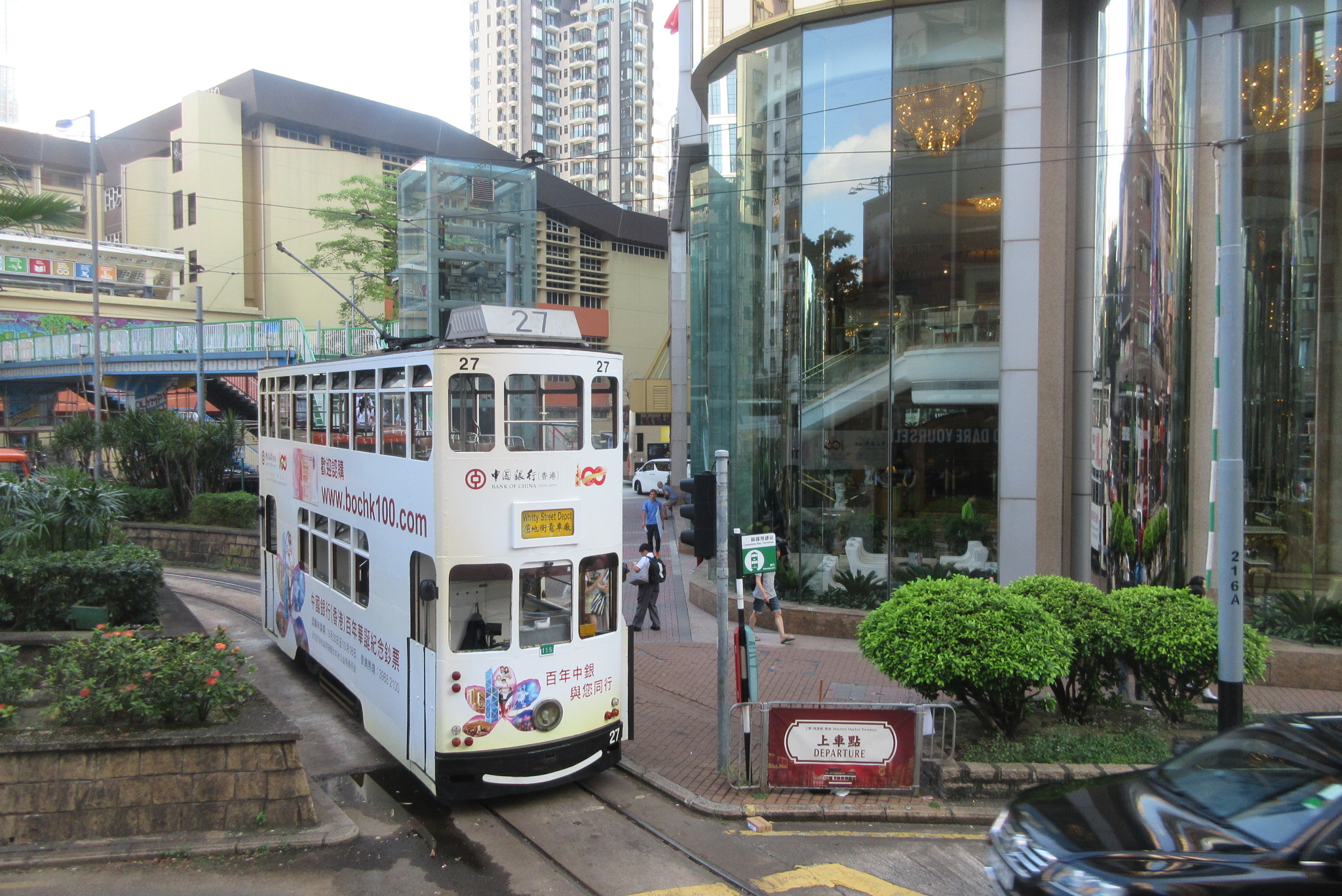
Causeway Bay
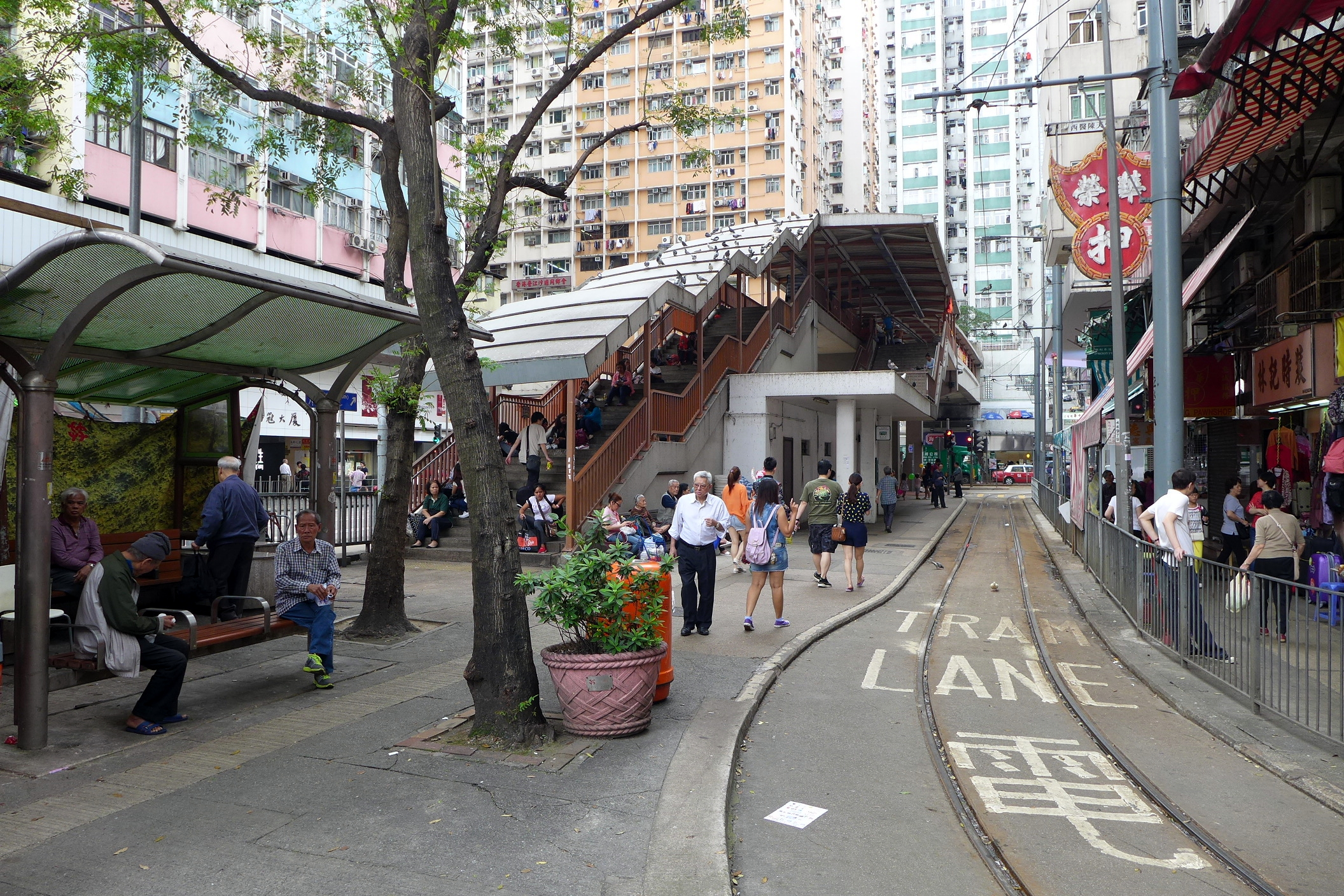
North Point
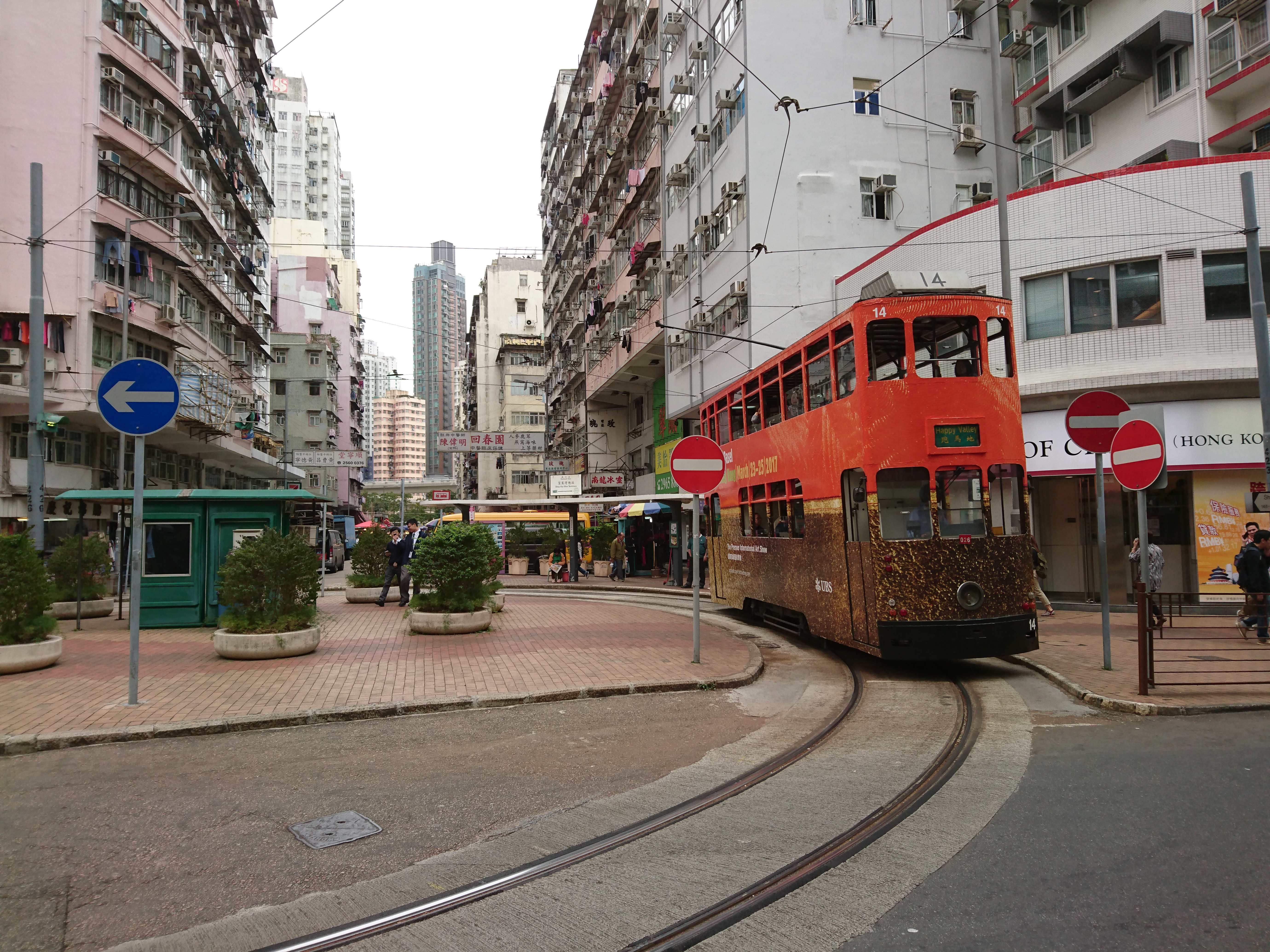
Shau Kei Wan

### Legături cu alte rețele

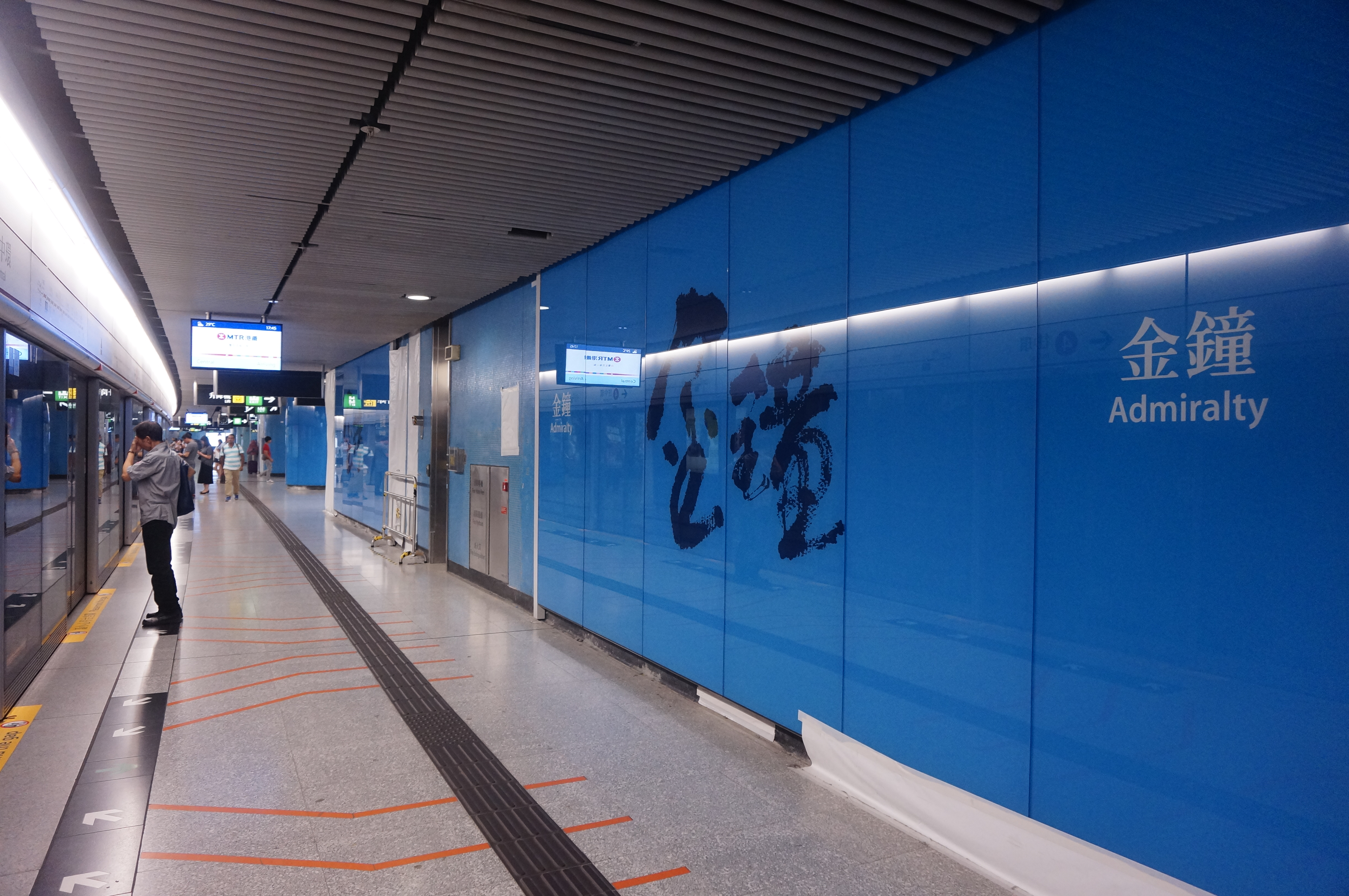
Stația Admiralty (peronul în această imagine) este una din stațiile MTR accesibile din rețeaua de tramvai.

Linia Island Line a MTR este aproximativ paralelă cu liniile de tramvai între Kennedy Town și Shau Kei Wan. Unele secțiuni ale tunelelor MTR sunt construite chiar sub străzile cu tramvai, stațiile de tramvai fiind în apropierea celor ale MTR.
Terminalele de feribot pot fi accesate de la stațiile de tramvai prin pasarele la Terminalul de feribot Hong Kong–Macao sau Central Ferry Piers.

## Material rulant
HKT are o flotă de 165 de tramvaie, toate cu etaj. Există 3 tramvaie de întreținere (No. 200, No. 300 și No. 400) ce operează în perioada cât traficul comercial este oprit. Tramvaiele au ferestre ce se pot deschide și reclame pe întreaga lungime.
Nu există o categorisire oficială a generațiilor de tramvaie. Multe dintre ele erau simple modificări ale generației precedente, ca de exemplu tramvaiele deschise ce au primit acoperiș din pânză și ulterior de lemn.

### Flota de întreținere
- Mitsubishi Fuso Canter pentru mentenanța catenarei.[10]
- Stand cu roți pentru ridicarea tramvaielor de pe boghiu.[11]

## Depouri

### Prezent

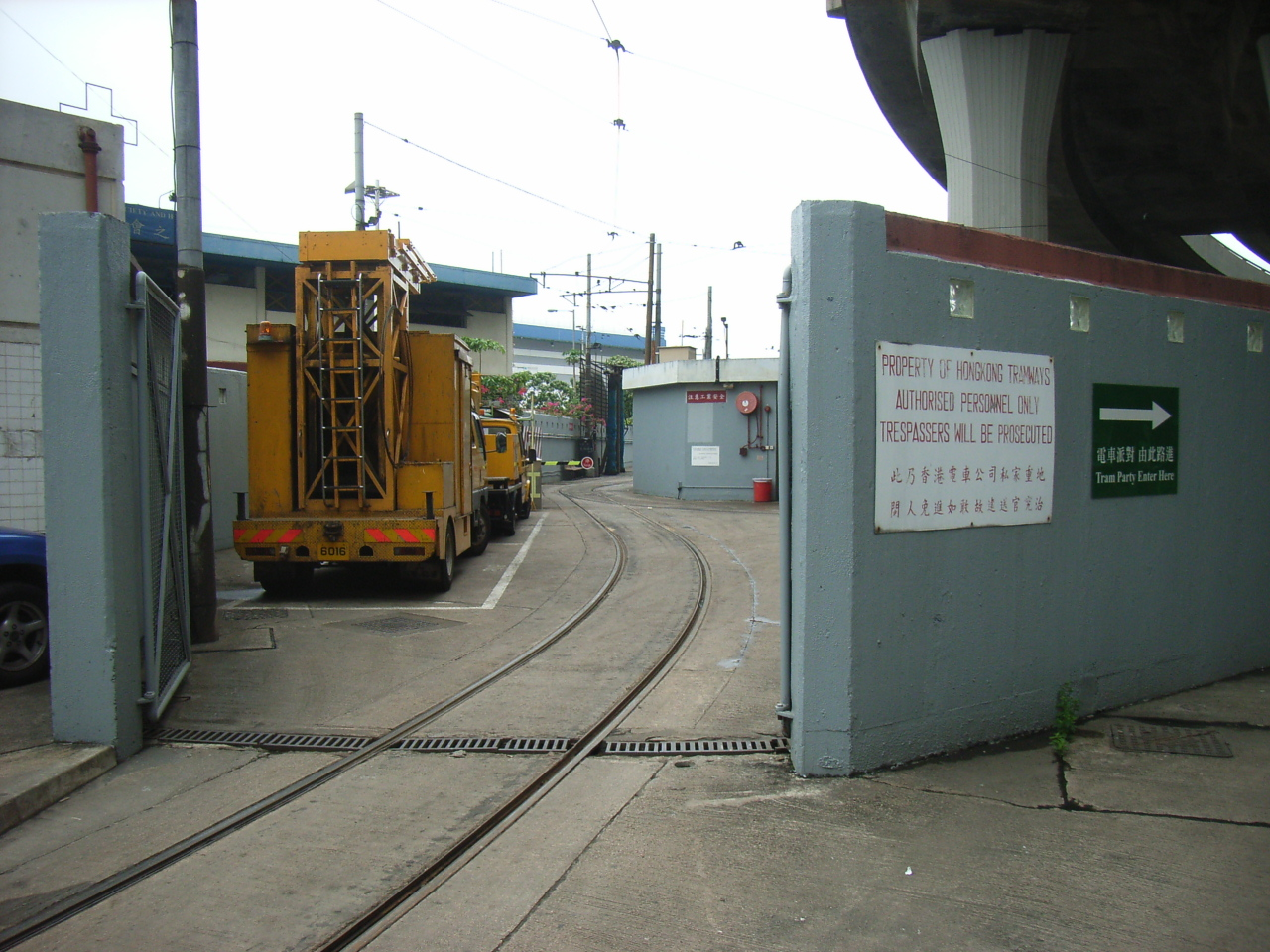
Depoul Whitty Street

Depoul Whitty Street din Shek Tong Tsui este principalul depou al rețelei. În trecut a funcționat ca stație terminus. Când depoul Sharp Street East a fost închis, situl a fost extins cu 1,28 ha. Are un atelier cu două niveluri, unde s-au realizat reconstrucțiile de material rulant din anii 1980.
Depoul Sai Wan Ho ocupă 0,7 ha închiriați de la guvern. Poate găzdui 56 de tramvaie.

### Trecut
La începuturile rețelei exista un singur depou pe Russell Street în Causeway Bay. Putea găzdui întreaga flotă (aproximativ 120 de tramvaie). În 1932, depoul devenise prea mic pentru dimensiunea rețelei, ceea ce a dus la construirea depoului North Point la King's Road pentru păstrarea tramvaielor. North Point a fost închis în 1951. În iulie 1986 au fost aprobate planurile depourilor de la Shek Tong Shui și Sai Wan Ho. HKT susținea că va economisi 3,5 milioane HK$ în costuri de operare. În schimb, HKT s-a angajat să nu mărească costul bietului până în 1988. Depoul Sharp Street East a fost închis în 1989, locul său fiind luat de complexul comercial Times Square.

## Vezi și
- RATP

## Legături externe
- Site web oficial